# Trei culori
Acest articol se referă la imnul național al României comuniste. Pentru trilogia de filme franco-poloneze, vezi Trei Culori (film).
„Tricolorul” cunoscul și sub numele „Trei culori” ( ascultă imnul (ajutor·info)) a fost imnul național al Republicii Socialiste România din anul 1977 și până la Revoluția din 1989. A fost înlocuit cu Deșteaptă-te, române!, cântec patriotic compus în perioada Revoluției de la 1848.
Imnul de Stat al R.S.R. are același titlu și aceeași muzică cu cântecul original (muzică și text compuse de Ciprian Porumbescu), dar are un text modificat.
Textul, atât al cântecul patriotic original, cât și al imnului - dar în cazul acestuia, puternic împănat cu elemente ale ideologiei epocii, într-o mai mică masură - se referă la Drapelul României, un tricolor, adică un steag cu trei culori de mărime egală: roșu, galben și albastru. De-a lungul istoriei culorile au rămas aceleași, numai poziția sau proporția lor s-a schimbat. Tricolorul românesc a fost inspirat după revoluția de la 1848 de tricolorul Revoluției franceze, așa cum este cazul și în alte țări europene.

## Imnul de Stat al Republicii Socialiste România
Versurile oficiale ale Imnului de Stat al Republicii Socialiste România, 1977
I
Trei culori cunosc pe lume,
Amintind de-un brav popor,
Ce-i viteaz, cu vechi renume,
În luptă triumfător.
II
Multe secole luptară
Străbunii noștri eroi,
Să trăim stăpîni în țară,
Ziditori ai lumii noi.
III
Roșu, galben și albastru
Este-al nostru tricolor,
Se înalță ca un astru
Gloriosul meu popor.
IV
Sîntem un popor în lume
Strîns unit și muncitor,
Liber, cu un nou renume
Și un țel cutezător.
V
Azi partidul ne unește
Și pe plaiul românesc
Socialismul se clădește
Prin elan muncitoresc.
VI
Pentru-a patriei onoare,
Vrăjmașii-n luptă-i zdrobim.
Cu alte neamuri sub soare,
Demn, în pace, să trăim.
VII
Iar tu, Românie mîndră,
Tot mereu să dăinuiești
Și în comunista eră
Ca o stea să strălucești.

## Tricolorul (1976)
Varianta din 1976
I
Trei culori cunosc pe lume;
Ce le țin ca sfînt odor,
Sînt culori de-un vechi renume,
Amintiri de-un brav popor.
II
Cît pe cer și cît pe lume,
Vor fi aste trei culori,
Vom avea un falnic nume,
Și un falnic viitor.
III
Roșu-i focul vitejiei,
Jertfele ce-n veci nu pier,
Galben, aurul cîmpiei,
Și-albastru-al nostru cer.
IV
Multe secole luptară
Bravi și ne-nfricați eroi
Liberi să trăim în țară,
Ziditori ai lumii noi.
V
Tricolorul e mîndria,
Steagul roșu, flacăra,
Înflorește România
Socialistă, țara mea!

## Tricolorul (1971)
Varianta din 1971
I
Trei culori cunosc pe lume;
Ce le țin ca sfînt odor,
Sînt culori de-un vechi renume,
Amintiri de-un brav popor.
II
Roșu-i focul vitejiei,
Ce se-nalță veac de veac,
Galben, aurul cîmpiei,
Cer albastru, mîndru steag.
III
Multe secole luptară
Bravi și ne-nfricați străbuni
Liberi să trăim în țară,
Ziditori ai noii lumi.
IV
Tricolorul e mîndria,
Steagul roșu, flacăra,
Înflorește România
Socialistă, țara mea!

## Cântecul patriotic
Trei culori cunosc pe lume
Ce le țin de-un sânt odor,
Sunt culori de-un vechi renume
Suveniri de-un brav popor.
Roșu-i focul ce-mi străbate,
Inima-mi plină de dor
Pentru sânta libertate
Și al patriei amor.
Auriu ca mândrul soare
Fi-va'l nostru viitor
Pururea'n eternă floare
Și cu luci netrecător
Iar albastrul e credința
Pentru țară ce-o nutrim
Credincioși fără schimbare
Pân' la moarte o să-i fim
Pân' pe cer și cât în lume
Vor fi aste trei culori
Vom avea un falnic nume
Și un falnic viitor
Iar când, fraților, m'oi duce
De la voi ș'oi fi să mor
Pe mormânt, atunci să-mi puneți
Mândrul nostru tricolor